# Verdadero y falso yo
El yo verdadero (también conocido como yo real, yo auténtico, yo original y yo vulnerable) y el yo falso (también conocido como yo idealizado, yo superficial y yo pseudo) son un dualismo psicológico conceptualizado por el psicoanalista inglés Donald Winnicott.
Winnicott usó "yo verdadero" para denotar un sentido del yo basado en la experiencia auténtica espontánea y un sentimiento de estar vivo, tener un yo real con poca o ninguna contradiccióno no contradiction.
"Yo falso" por el contrario, denota un sentido del yo creado como una fachada defensiva. que en casos extremos puede dejar a un individuo carente de espontaneidad y sintiéndose muerto y vacío detrás de una apariencia inconsistente e incompetente de ser real, como en el narcisismo